# Gnaphosa luctifica
Gnaphosa luctifica är en spindelart som beskrevs av Simon 1879. Gnaphosa luctifica ingår i släktet Gnaphosa och familjen plattbuksspindlar.
Artens utbredningsområde är Frankrike. Inga underarter finns listade i Catalogue of Life.